# Габріель Бенгтссон
Габріель Бенгтссон (швед. Gabriel Bengtsson; 5 вересня 1977) — шведський дзюдоїст. Учасник літніх Олімпійських ігор 2000 року.
Посів 5-те місце у вазі до 65 кг на Чемпіонаті світу з дзюдо 1997 року та 7-ме місце (до 66 кг) у світовій першості 2006 року. Багаторазовий чемпіон Швеції.